# Цафики
Цафики (колорадо) — один из барбакоанских языков. Число носителей — около 2 300 человек, проживающих на северо-западе Эквадора, в провинции Пичинча, вокруг города Санто-Доминго-де-лос-Колорадос. Имеет достаточно прочные позиции и используется носителями во всех сферах жизни. Порядок слов — SOV.

## Примеры лексики
- Malu (один)
- Palu (два)
- Peman (три)
- Junpalu (четыре)
- Manteka (пять)
- Tsatsi (мужчина)
- Sona (женщина)
- Susu (собака)
- Yo (солнце)
- Pe (луна)
- Pi (вода)
- Su (камень)